# Estação Ecológica Angatuba
A Estação Ecológica de Angatuba (EEcA) é uma Unidade de Conservação (UC) de proteção integral administrada pela Fundação Florestal, desde 2020. Anteriormente, era gerida pelo então Instituto Florestal, órgão que se tornou o IPA (Instituto de Pesquisas Ambientais) e passou todas as suas UCs para a gestão da Fundação Florestal. A EEcA abrange os municípios de Angatuba e Guareí que preserva remanescentes do Cerrado e de vegetação de zona de transição deste bioma com a Mata Atlântica.
A unidade possui uma alta riqueza de mamíferos, ocorrendo exemplares de grande porte, como o Tamanduá-bandeira (Myrmecophaga tridactyla), Lobo-guará (Chrysocyon brachyurus) e a Onça-parda (Puma concolor). É também um dos últimos locais onde ainda ocorre o Mico-leão-preto (Leontopithecus chrysopygus), segundo primata mais ameaçado do estado de São Paulo categorizado como "Em perigo" nas listas vermelhas de avaliação estadual, nacional e internacional. Possui também 713 espécies de flora registradas sendo 15 ameaçadas do estado de SP, além de mais de 200 espécies de aves como o azulão e araponga, e espécies representantes da herpetofauna como o jacaré-de-papo-amarelo.
Ao redor imediato da unidade se encontra a Floresta Estadual de Angatuba (1,196.21), Unidade de Produção e Manejo voltada para a exploração da resina e da madeira de Pinus e Eucalipto.
Apesar de sua importância ecológica, essa área protegida sofre com a invasão de espécies exóticas, principalmente Pinus em áreas de fitofisionomia aberta do Cerrado e o Javaporco. Uma estrada corta a área e outras inúmeras atividades humanas impactam negativamente o ambiente, como lixo jogado por habitantes e uso de agrotóxicos no entorno.

## Histórico
A localização atual da Estação Ecológica e Floresta de Angatuba é a antiga Fazenda da Conquista, pertencente na época a família Vieira de Morais, a qual detinha em suas terras plantações e pecuária. Em 1965 a área foi comprada pelo Governo do Estado para a criação da Floresta Estadual de Angatuba a partir do então Serviço Florestal. O objetivo era o cultivo de espécies exóticas de Pinus e Eucalipto para substituir a exploração da Auracária-do-Paraná (Auracaria angustifolia) ameaçada de extinção. Os locais em que não houve o plantio das exóticas foram deixadas para a regeneração natural da mata nativa, chamada de área livre de reflorestamento.
Em 1985, criou-se a Estação Ecológica de Angatuba e Guareí nestas áreas em que as nativas voltaram a reflorestar. A partir dos anos 2000, quando a Lei do Sistema Nacional de Unidades de Conservação (SNUC) foi decretada a EEc passou a ser da categoria de Proteção Integral.

## Visitas Monitoradas
Atualmente, a EEc FE de Angatuba-Guareí possui um roteiro de visitas monitoradas que funciona de segunda a Sábado com horário agendado, totalmente gratuito. O passeio é pela Trilha das Maçarandubas que conta com a primeira parada no Centro de Educação Ambiental (CEA) que possui uma sala de aula da época da antiga Fazenda da Conquista e uma exposição com vários tipos de solos, pegadas e ossadas de animais da região, fósseis e painéis ilustrativos sobre os biomas Cerrado e Mata Atlântica; após a passagem pelo CEA a visita continua pelo areião e segue para a uma trilha interna que permeia um dos açudes da Unidade; esta trilha dará ao terceiro ponto do passeio, a Casa da Cultura Caipira, uma antiga residência construída nos anos 70 e habitada na época que retrata como era a cultura caipira da região. A Casa Caipira conta com itens da época e muitas memórias dos antigos moradores. Ao final, os visitantes são direcionados a sede onde podem fazer piqueniques com seus amigos e familiares. 